# Rolf Ahmann
Rolf Ahmann (* 9. November 1955 in Marl) ist ein deutscher Historiker.

## Leben
Von 1975 bis 1981 studierte er Geschichtswissenschaft an der Universität Münster (1981 erstes Staatsexamen für die Lehrämter Sek. II/I, 1985 Promotion, 1986 zweites Staatsexamen für die Lehrämter Sek. II/I). Im Anschluss an das Referendariat war Rolf Ahmann bis 1991 wissenschaftlicher Mitarbeiter am Deutschen Historischen Institut London, wo er auch wesentlicher Ansprechpartner zum Zusatzprotokoll des Hitler-Stalin-Paktes wurde. Nach der Habilitation 1997 (venia legendi: Neuere und Neueste Geschichte) und Lehrstuhlvertretungen an den Universitäten in Stuttgart und Koblenz-Landau, war er von November 2004 bis zu seiner Pensionierung 2020 Universitätsprofessor für Geschichte der Internationalen Beziehungen im 19. und 20. Jahrhundert in Münster. Er setzt sich weiter intensiv mit der Geschichte der britischen Außenpolitik unter anderem im Nahen Osten ebenso wie mit der Außenpolitik der Europäischen Union auseinander und war einer der wenigen Lehrstuhlinhaber für die Geschichte der Internationalen Beziehungen in Deutschland.
Er wurde unter anderem mit dem Promotionspreis der Westfälischen Wilhelms-Universität Münster (1986), dem Vilis-Vitols Preis (1990) sowie dem Preis für exzellente Leistungen in der Lehre des Senat der Universität Mainz (2003) ausgezeichnet.

## Schriften (Auswahl)
- Nichtangriffspakte. Entwicklung und operative Nutzung in Europa 1922–1939. Mit einem Ausblick auf die Renaissance des Nichtangriffsvertrages nach dem Zweiten Weltkrieg. Baden-Baden 1988, ISBN 3-7890-1387-0.
- Der Hitler-Stalin-Pakt: Nichtangriffs- und Angriffsvertrag?, in: Erwin Oberländer (Hrsg.): Hitler-Stalin-Pakt 1939: das Ende Ostmitteleuropas?, Frankfurt am Main 1989, ISBN 978-3-596-24434-8.
- als Herausgeber mit Adolf M. Birke und Michael Eliot Howard: The quest for stability. Problems of West European security, 1918–1957. Oxford 1993, ISBN 0-19-920503-5.
- als Herausgeber mit Reiner Schulze und Christian Walter: Rechtliche und politische Koordinierung der Außenbeziehungen der Europäischen Gemeinschaften 1951–1992. Berlin 2010, ISBN 978-3-428-13381-9.